# 放线棒状菌属
放线棒状菌属（学名：Actinotignum）是放线菌科的属。此属的物种是革兰氏阳性、过氧化氢酶阴性、厌氧/兼性厌氧、非活动性、不形成孢子的微曲杆状细菌。此属的物种主要分离自人类临床样本。此属的模式种是斯氏放线棒状菌（Actinotignum schaalii）。
放线棒状菌属的物种是泌尿系统中常见的一类细菌。

## 词源
“Actinotignum”一词的前缀“actino-”源自希腊语名词“aktînos”，意为射线；后缀“-tignum”源自拉丁语，意为一根像短光束一样的棒。因此“Actinotignum”一词的意思是射线束，用于指杆状放线菌。

## 下属物种
本属包括以下物种：
- 血液放线棒状菌 Actinotignum sanguinis Yassin et al. 2015
- 斯氏放线棒状菌 Actinotignum schaalii (Lawson et al. 1997) Yassin et al. 2015，前称斯氏放线杆状菌
- 脲放线棒状菌 Actinotignum urinale (Hall et al. 2003) Yassin et al. 2015，前称脲放线杆状菌